# 카르멘 자파타

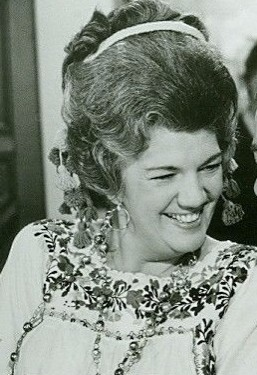
1973년 모습

카르멘 자파타(Carmen Zapata, 본명: 카르멘 마가리타 자파타, Carmen Margarita Zapata, 1927년 7월 15일 – 2014년 1월 5일)는 종종 "히스패닉 극장의 영부인"(The First Lady of the Hispanic Theater)으로 불리며 PBS 이중 언어 어린이 프로그램 "Villa Alegre"에서 맡은 역할로 가장 잘 알려진 미국 여배우였다. 자파타는 또한 로스앤젤레스에 있는 이중 언어 예술 재단의 공동 창립자이자 이사이기도 하다. 자파타는 1960년대와 1970년대 치카노 운동에 적극적으로 참여했다. 자파타는 뉴욕시에서 멕시코 이민자인 줄리오 자파타(Julio Zapata)와 아르헨티나 이민자인 라모나 로카(Ramona Roca) 사이에서 태어났다.

## 참여 작품
- 텔레폰 (영화)
- 원더우먼 (1975년 드라마)
- 시스터 액트
- 니나 (1993년 영화)
- 시스터 액트 2
- 닥터 퀸